# A latere
A latere è una locuzione latina che significa letteralmente "da un lato", "collateralmente", "accanto".
In generale, ha il significato di associato a o in margine a, ad esempio quando si parla di un evento secondario che avviene in concomitanza di uno principale o di un aspetto secondario dell'argomento in discussione.

## Utilizzo del termine

### Chiesa cattolica
In ambito ecclesiastico, invece, è definita «legato a latere» la persona (di solito un cardinale) che compie missioni di notevole rilevanza in nome e rappresentanza del pontefice.

### Diritto
L'espressione è utilizzata nel linguaggio giuridico italiano per indicare i due giudici che siedono a lato del presidente e formano con lui il collegio giudicante.